# André Frédéric
André L.A. Frédéric (ur. 4 lipca 1958 w Verviers) – belgijski polityk i samorządowiec, parlamentarzysta i senator, od 2022 przewodniczący Parlamentu Walońskiego.

## Życiorys
Urodził się w ubogiej rodzinie. W 1978 ukończył szkołę średnią w Verviers, uzyskując uprawnienia nauczycielskie. Przez kilka lat pracował w tym zawodzie w szkole podstawowej w Hèvremont, następnie zatrudniony m.in. jako animator, nauczyciel osób dorosłych oraz specjalista ds. przeciwdziałania wykluczeniu społecznemu. Przystąpił do Partii Socjalistycznej, pomiędzy 1988 a 1998 asystent ministrów edukacji w ramach Francuskiej Wspólnoty Belgii: Yvana Ylieffa, Elio Di Rupo, Philippe’a Mahoux i Laurette Onkelinx. Od 1987 radny miejski Theux, był członkiem władz miejskich władz wykonawczych (1994–2006, 2012–2019) i szefem centrum pomocy społecznej (2006–2012), ponadto od 1987 do 1991 zasiadał w radzie prowincji Liège. W latach 1998–2019 zasiadał w Izbie Reprezentantów, w której m.in. kierował frakcją poselską PS. W 2019 wybrany do Parlamentu Walońskiego oraz Parlamentu Francuskiej Wspólnoty Belgii, w tym samym roku został też oddelegowany do Senatu. Objął funkcję szefa frakcji PS w Parlamencie Walońskim, a w grudniu 2022 zastąpił Jean-Claude’a Marcourta na stanowisku przewodniczącego izby.
Dwukrotnie żonaty, ma dwoje dzieci.

## Odznaczenia
Odznaczony Orderem Leopolda IV klasy (2014).